# Himantura uarnacoides
Himantura uarnacoides és una espècie de peix pertanyent a la família dels dasiàtids.

## Descripció
- Pot arribar a fer 119 cm de llargària màxima.[3][4]

## Reproducció
És ovovivípar.

## Hàbitat
És un peix marí, demersal i de clima tropical que viu fins als 30 m de fondària.

## Distribució geogràfica
Es troba al Pacífic occidental central: Indonèsia.

## Estat de conservació
La sobrepesca, la contaminació marina i la degradació costanera (incloent-hi els estuaris) són les seues principals amenaces.

## Observacions
És inofensiu per als humans i consumit per la seua carn, la pell (d'un alt valor econòmic) i el cartílag.